# Monaco
Monaco (monacóiul Munegu), hivatalos nevén Monacói Hercegség (Principauté de Monaco) egy önálló és független városállam, a világ második legkisebb országa, amely Franciaország és a Földközi-tenger közé ékelődik a francia Riviérán. Egyedül Franciaországgal határos. Területe, amely szinte csak Monaco városából áll, a világ legsűrűbben lakott országa. Monaco adóparadicsom mind a lakosság, mind a helyi bejegyzésű cégek számára. 1292 óta a Grimaldi-ház uralkodik a hercegségben. A jelenlegi uralkodó II. Albert.

## Földrajza, természeti környezete

### Domborzata
A Vatikán után Monaco a második legkisebb állam a világon. A Földközi-tenger partján, Nizzától 18 kilométerre keletre fekszik, a francia–olasz határ közelében, szárazföldön csak Franciaországgal határos. Az ország egy keskeny földsáv a harmadkorban felgyűrődött, jobbára kristályos kőzetekből álló Tengeri-Alpok lábánál, legmagasabb pontja a 140 méteres Mont Agel. A Földközi-tengerbe nyúló Monacói-félszigeten és Monte-Carlo sziklakiszögellésén fekszik. 3 km hosszan és 200–500 m szélesen nyúlik el a parton.
A terület teljesen urbanizált. Monaco öt kerületre (quartier) oszlik: Monaco-Ville városára, La Condamine kikötőjére, Monte-Carlo lakó- és üdülőövezetére (itt található a híres monte-carlói kaszinó is), Fontvieille tengertől elhódított területére, és Moneghetti mentési övezetére.

### Éghajlata

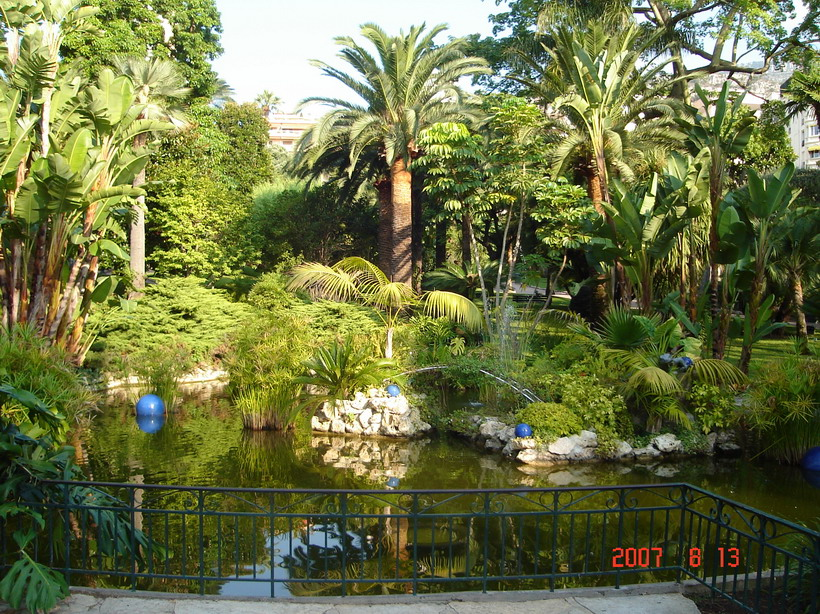
Park pálmafákkal

Kellemes mediterrán, a Tengeri-Alpok magaslatai útját állják az északi légtömegeknek. Az évi középhőmérséklet: 15 °C. A január-februári átlagos minimum hőmérséklet 8 °C, a július-augusztusi maximum hőmérséklet 26 °C körül alakul.
A napsütéses órák száma: 2750 óra/év, szinte örök tavasz van. A tenger nyaranta 23-24 °C-os, csapadék csak ősszel és télen hull. Az idegenforgalomban nem különül el élesen a nyári és téli szezon, de nyáron azért nagyobb a forgalom. A hercegség gyönyörű látképéről és kellemes, napos klímájáról egyaránt híres.
| Hónap                         | Jan. | Feb. | Már. | Ápr. | Máj. | Jún. | Júl. | Aug. | Szep. | Okt. | Nov. | Dec. | Év   |
| ----------------------------- | ---- | ---- | ---- | ---- | ---- | ---- | ---- | ---- | ----- | ---- | ---- | ---- | ---- |
| Átlagos max. hőmérséklet (°C) | 12,3 | 12,5 | 14,0 | 16,1 | 19,4 | 23,0 | 25,8 | 25,9 | 23,8  | 19,9 | 16,1 | 13,4 | 18,6 |
| Átlaghőmérséklet (°C)         | 10,2 | 10,4 | 11,8 | 13,9 | 17,1 | 20,8 | 23,5 | 23,7 | 21,6  | 17,8 | 14,0 | 11,4 | 16,4 |
| Átlagos min. hőmérséklet (°C) | 8,1  | 8,2  | 9,6  | 11,6 | 14,8 | 18,5 | 21,2 | 21,5 | 19,3  | 15,6 | 11,9 | 9,3  | 14,2 |
| Átl. csapadékmennyiség (mm)   | 82   | 76   | 70   | 62   | 48   | 37   | 15   | 31   | 54    | 108  | 104  | 77   | 764  |
| Havi napsütéses órák száma    | 148  | 152  | 201  | 228  | 269  | 297  | 341  | 306  | 240   | 204  | 156  | 142  | 2684 |

## Története

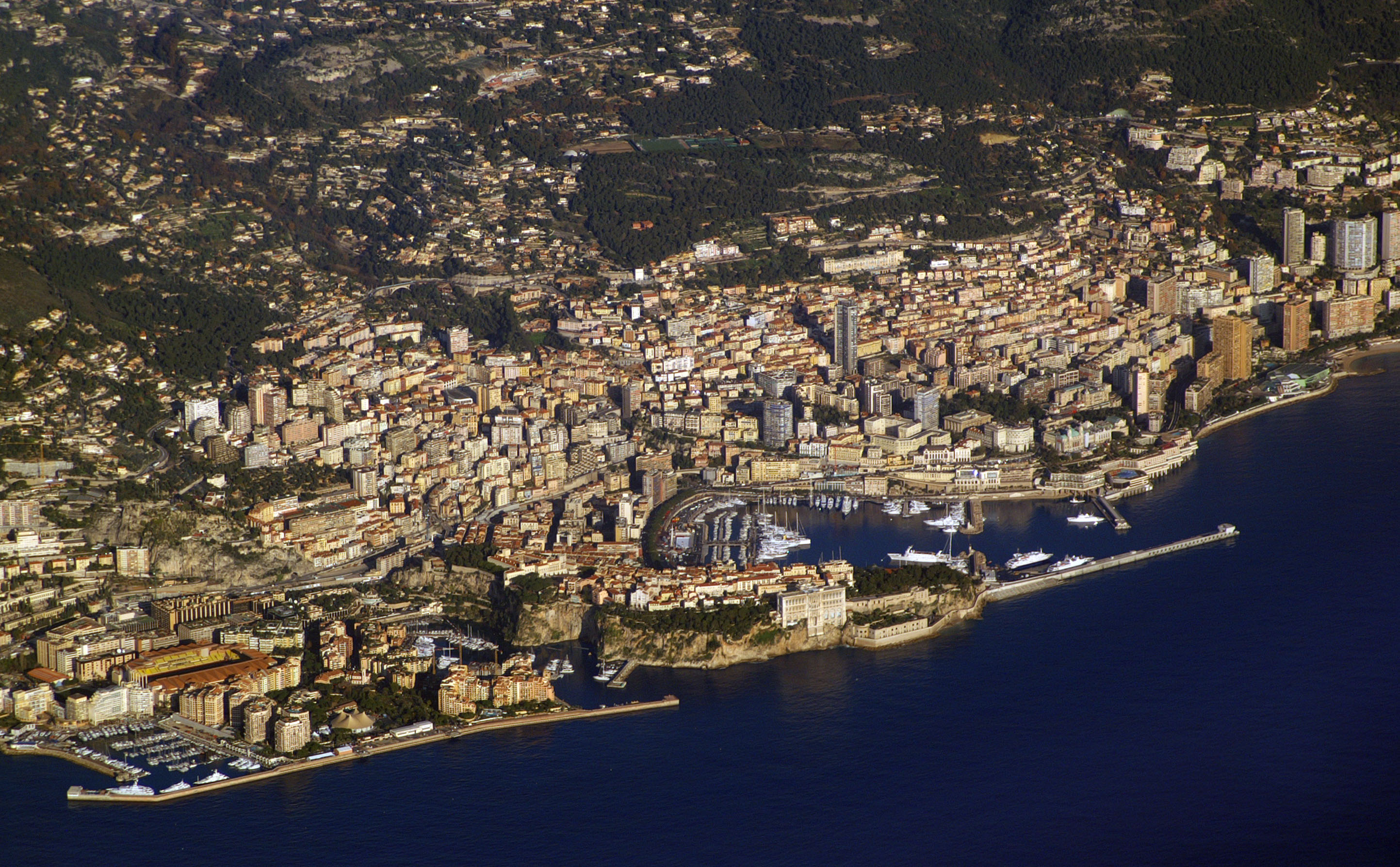
Légifotó

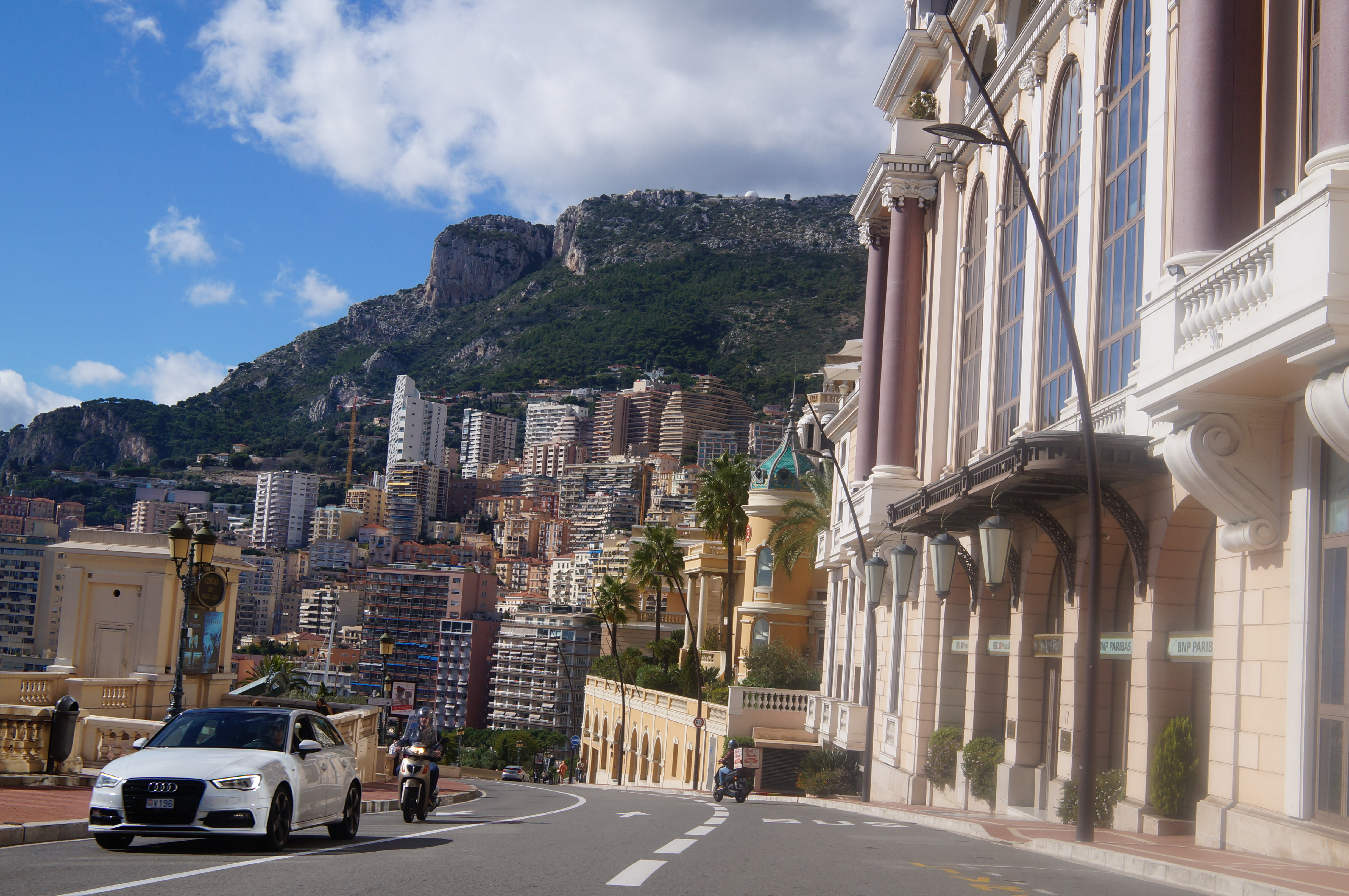
Monaco belvárosa

A várost genovai kolóniaként alapították 1215-ben. 1297 óta a Grimaldi-ház uralma alatt áll, amikor François Grimaldi és katonái ferences szerzetesnek álcázva elfoglalták Monaco erődjét. 1789-től 1814-ig a város francia fennhatóság alatt állt. 1815-től 1860-ig a bécsi kongresszus döntése alapján Szardínia protektorátusa volt, 1861-ben a francia-monacói szerződésben elismerték az ország függetlenségét. Ugyanakkor az ország elvesztette területének 95%-át - Nizzát és vidékét - Franciaország javára.
Monaco hercege az 1911-es alkotmányig abszolút uralkodó volt. A versailles-i békeszerződés kiegészítéseként a franciák védnökséget vállaltak Monaco felett.
III. Rainier herceg, Monaco előző uralkodója 1949-ben lépett trónra apja, II. Lajos után. Az 1962-es alkotmány eltörölte a halálbüntetést, szavazati jogot biztosít a nőknek, és létrejött az alapvető szabadságjogokat biztosító Legfelső Bíróság. 1993-ban Monaco az ENSZ teljes jogú tagja lett. 2005. április 6-án meghalt III. Rainier. Grace Kelly amerikai filmszínésznőtől 1958-ban született fia, Albert herceg követte a trónon, II. Albert néven.
Egy 2002-es francia-monacói szerződés szerint, ha a monacói trónnak nincs örököse, a hercegség önálló állam marad, és nem válik Franciaország részévé (ahogy az a korábbi szerződésekben volt).
Monaco 2004. október 5-én az Európa Tanács teljes jogú tagjává vált.

## Államszervezet
Az állam feje Monaco hercege (prince du Monaco), aki a huszonnégy tagú Országtanács (Conseil national) nevű népképviselettel osztozik a jogalkotói hatáskörökön.
A végrehajtó hatalmat a fejedelem egy a személyét képviselő államminiszter (ministre d'État) által gyakorolja, akit a Kormánytanács (conseil de gouvernement) segít feladatai ellátásában és hatáskörei gyakorlásában. A testületnek az államtitkáron kívül öt tagja van. Az egyes kormánytanácsosok (conseillers de gouvernement), vezetik az Államminiszterség (Ministére d'État) egyes osztályait (départements), melyek [forrás?]:
- Belügyi Osztály (Département de l'Intérieur)
- Pénzügyi és Gazdasági Osztály (Département des Finances et l'Économie)
- Szociális és Egészségügyi Osztály (Département des Affaires sociales et de la Santé)
- Infrastrukturális, Környezetügyi és Városfejlesztési Osztály (Département de l'Équipement, de l'Énvironnement et de l'Urbanisme)
- Külkapcsolati és Együttműködési Osztály (Département des Relations extérieures et de la Coopération)

A hercegség örökletes a Grimaldi-családon belül az elsőszülöttség rendje szerint úgy, hogy a férfiutódok a nőutódokat a trónutódlás rendjében megelőzik. Országtanácsi választásokat ötévente tartanak. Az államminiszter és a kormánytanácsosok megbízatása három évre szól. Az államminiszter ma már lehet monacói alattvaló és francia állampolgár is, egy 2002-ben elfogadott alkotmánymódosítás előtt csak a francia kormány által jelölt három francia hivatalnok közül választhatott államtitkárt a fejedelem.
A belügyeket a polgármester által elnökölt, 15 tagú Közösségi Tanács tartja kézben.

## Gazdaság
Monaco egyik legfontosabb bevételi forrása a turizmus, a turistákat főleg a klíma és a kaszinó vonzza. 2001-ben az üdülőhajók által használt mólót ki is egészítették a nagy forgalom miatt.
Az országban nincs jövedelemadó, a társasági adó alacsony, ezáltal adóparadicsom mind a lakosság, mind a helyi bejegyzésű cégek számára. Bizonyos üzleti szektorok, mint a dohányipar és a posta állami monopóliumok. (A telefontársaság, amely korábban szintén állami tulajdon volt, már a Vivendi SA tulajdona.) Az életszínvonal rendkívül magas. Az 5000 monacói őslakos a világ egyik legelkényeztetettebb etnikai csoportja: nem fizetnek adót, nagylelkű állami támogatásokat kapnak, mert a kormányzati épületekben a lakbéreket mesterségesen alacsony szinten tartják. A monacóiak elsőbbséget élveznek az alkalmazás területén, 1997-ben összesen 35 munkanélküli volt az országban.
Egy közelmúltban készült francia jelentés szerint Monacóban lazák a pénzmosásra vonatkozó törvények és szabályok, beleértve a kaszinó szabályait is, és Monaco kormánya akadályozza az ilyen jellegű ügyek kivizsgálását.
Monaco nem tagja az Európai Uniónak, de nagyon szoros kapcsolatban állnak (vámunió, közös pénznem). Az euró használati joga mellett az államnak joga van saját euróérméket verni.

### Adózás

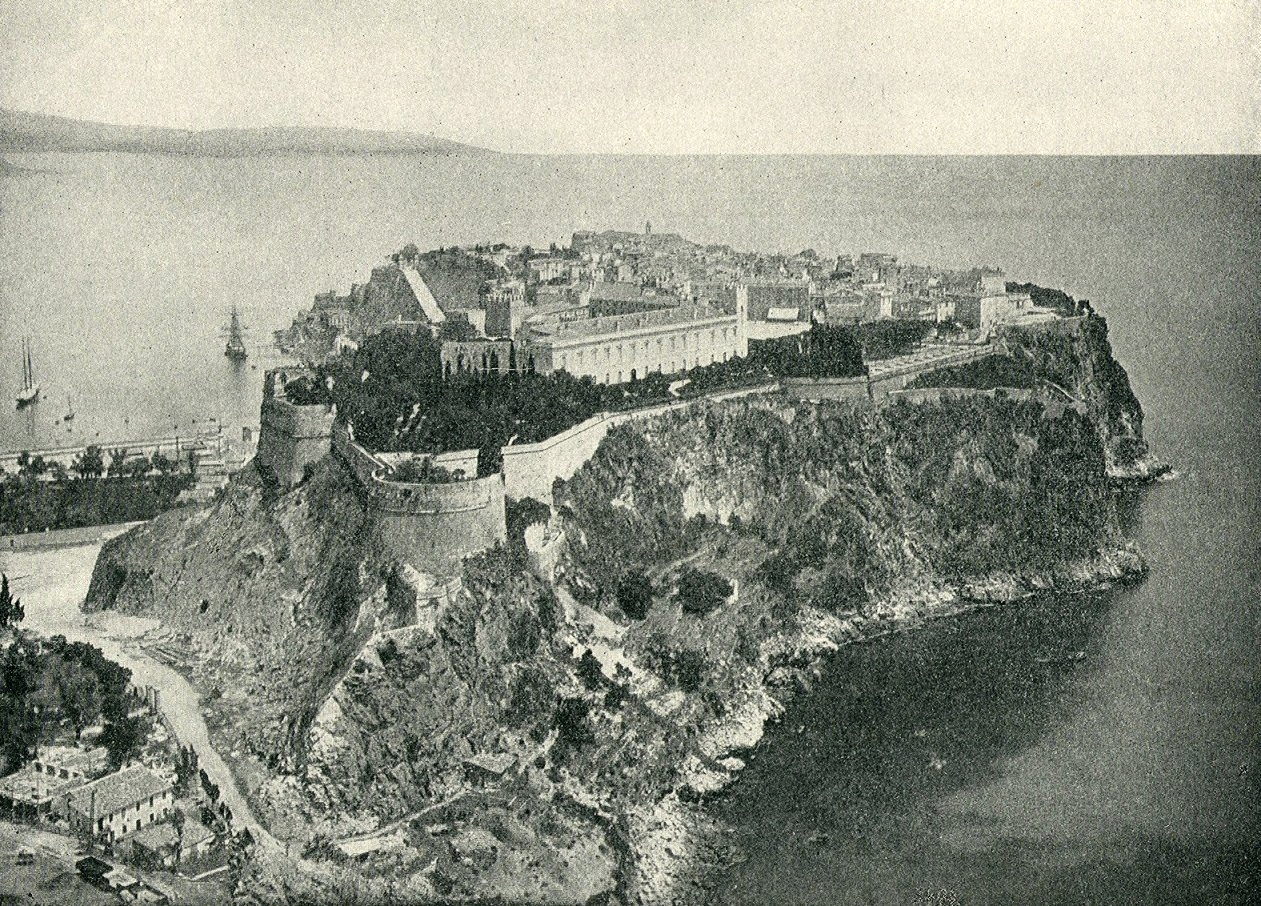
Monaco 1890-ben

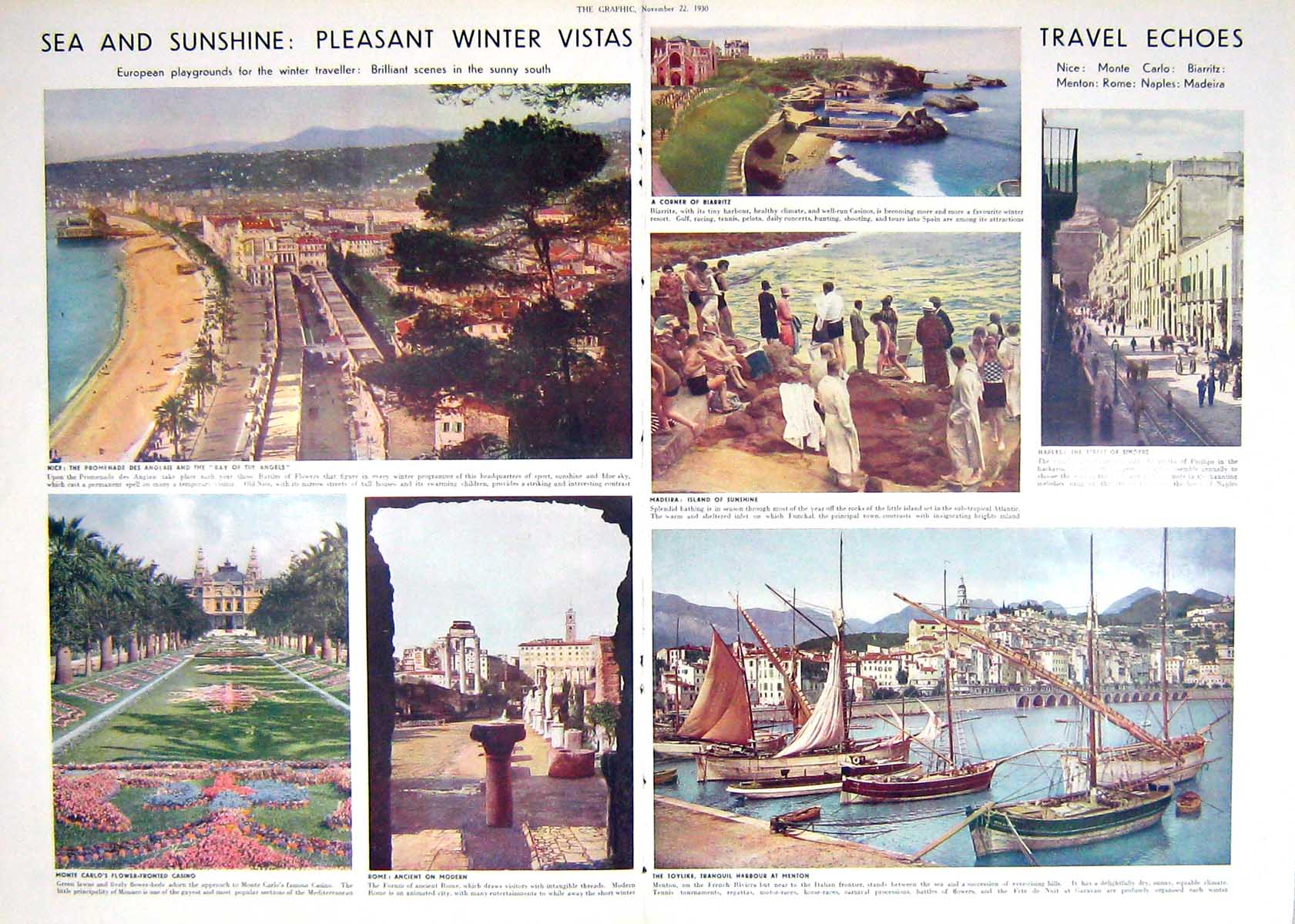
Monaco 1930-ban

Kedvező adózási szabályai miatt is sokan választják lakhelyül Monacót olyanok, akiknek ez számít és akik megengedhetik ezt maguknak, például csúcssportolók. 2008-ban egy időre Monte-Carlóba költözött például a magyar teniszező, Szávay Ágnes is.

## Közlekedés

### Közút
A miniállam az A8-as autópályáról letérve közelíthető meg, vagy tengerparton futó főutakon. A közlekedési helyzet a hercegségben belül terhelt, főleg csúcsidőben. A főszezonban, és főbb rendezvények ideje alatt gyakran előfordulnak az utcán forgalmi dugók. A közúti kapcsolatok biztosítása érdekében számtalan alagút épült, összekötve a városi utcákat. Sajátossága a miniállamnak, hogy az egyes utcára telepített, afeletti épületek magukba foglalják a körforgalmi csomópontot, vagy az alsóbb szinteken egy-egy városi alagútnak adnak helyet.
A hercegség területe és a már Franciaországhoz tartozó Beausoleil város területe, utcái összeolvadnak, a határt csak a Beausoleil várostáblák jelölik.
A közlekedési nehézségek ellenére számos nyilvános parkolóház létesült terek alatt, sziklákba építve. A parkolóházak díja kedvező, általában 1-1,5 euró óránként még a Casino előtti mélygarázsban is. A parkolóházak foglaltságát a hercegség bejáratainál és nagyobb kereszteződéseiben elhelyezett kijelzők mutatják. Az utcákon kevés szabad parkoló van. Nagy befogadó képességű parkoló a kikötő mellett található.
A gyalogosokat segítik az aluljárók és liftek is, amelyek révén egyes utcaszintek között lehet a távolságot akadálymenetesen lerövidíteni.

### Légi közlekedés
Repülőtere Nizza. A repülőtér és Monaco között magán buszjárat közlekedik. Helikopterek számára a Heliport De Monaco biztosít leszállóhelyet.

### Vízi közlekedés

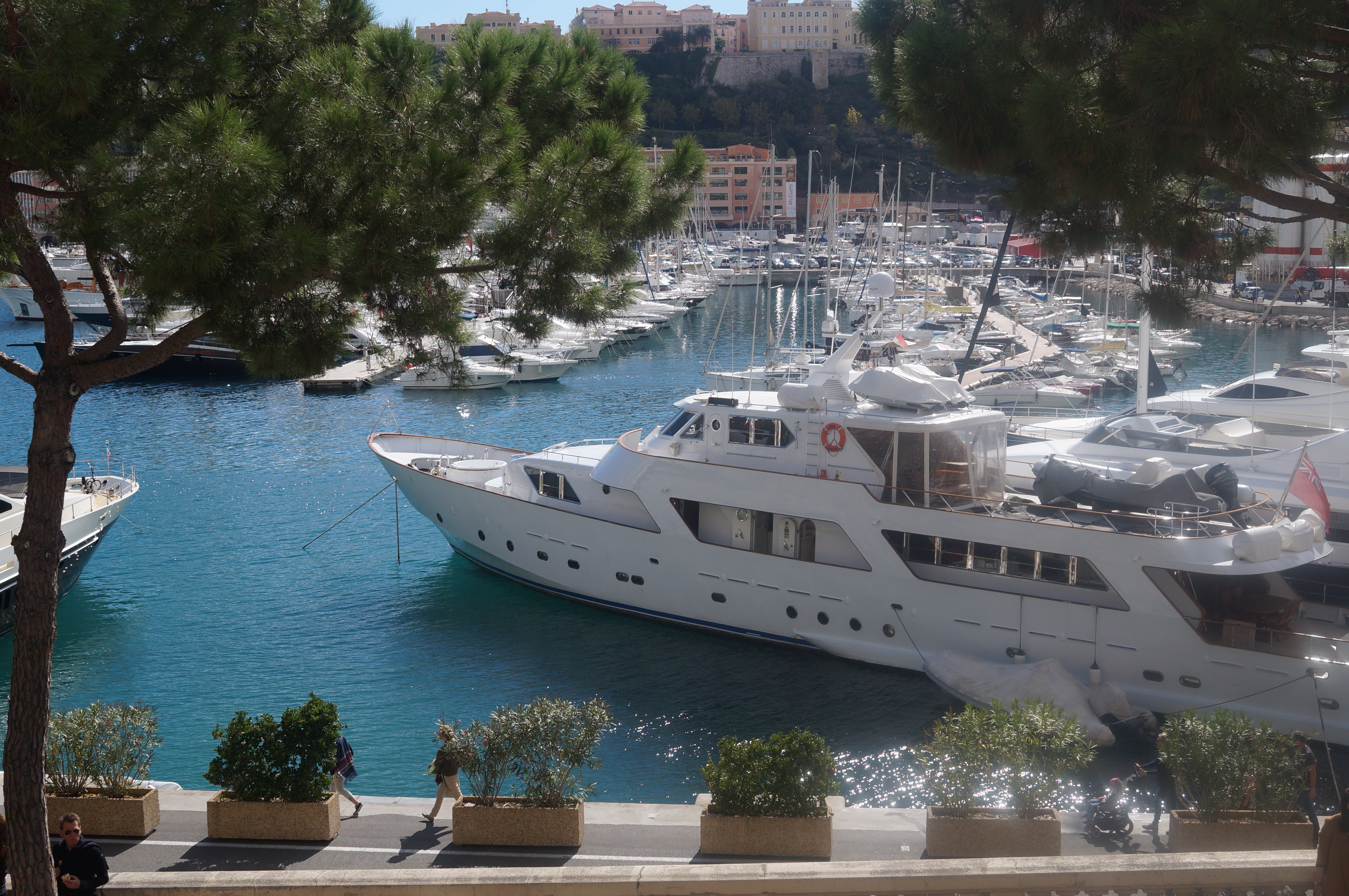
A monacói öböl

A hercegség központi részén, a La Condamine-nél található a kikötő, számos luxus jachtnak adva otthont. A kikötő két végén a városi tömegközlekedést szolgáló vállalat (CAM) kishajójáratot üzemeltet a Theatre Princesse Grace és a Fort Antoipe között ingázva.

### Közösségi közlekedés
A hercegség területén 1897-ben alapították Monaco villamos vasúttársaságát. Az első vonal Place d'Armes - Saint Roman szakaszon 1898. május 14-én nyílt meg. A vonalat aztán 1899. március 11-én a Station Monaco - Place du Gouvernement között, majd 1900. május 3-án a Casino - Gare de Monte-Carlo szakaszokkal bővítették. Az egyvágányú villamos vasút 1900-ban összekötésre került a nizzai vonallal. 1903-ban a Casino és Gare de Monte-Carlo szakaszt megszüntették. A villamos vonalat végül 1931. január 26-án bezárták.
Az állam területén a Compagnie des Autobus de Monaco (CAM) biztosítja a közösségi közlekedést legmodernebb járműveivel. A hercegség területén 5 vonalon működik buszközlekedés.
- 1 vonal Monaco Ville - St. Roman és vissza
- 2 vonal Monaco Ville - Jadrin Exotique és vissza
- 4 vonal Codamine - St. Roman és vissza
- 5 vonal Fontvieille - Hospital és vissza
- 6 vonal Fontvieille - Larvotto és vissza.[5]

Az éjszakai járat mindennap 21.20 és 00.20 között közlekedik, péntek és szombat éjjel hajnali 4-ig, és a hercegség egész területét bejárja. Az egyvonalas utazás ára 2 euró. Napi jegy 5 euró és 24 órára érvényes, valamint jogosít a vízibuszra is.

## Telekommunikáció
| Hívójel prefix | 3A |
| ITU zóna       | 27 |
| CQ zóna        | 14 |

## Általános adatok

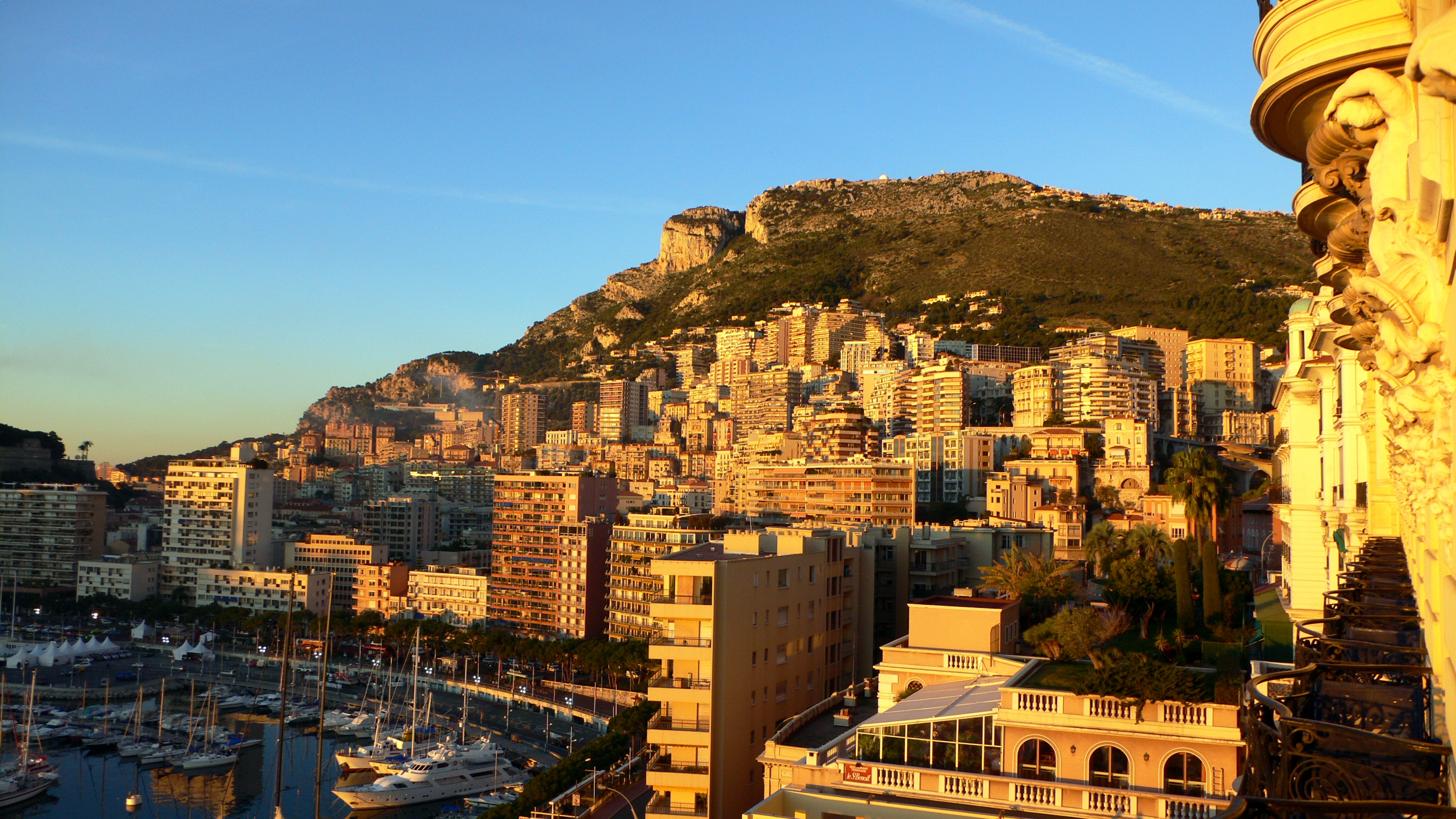
Monte-Carlo

Monaco a világ legsűrűbben lakott országa, és a legnagyobb népsűrűséggel rendelkező település, Makaó után.
Az őslakos monacóiak kisebbségben vannak országukban. A legnagyobb népcsoportot a franciák adják (47%), míg a monacóiak és az olaszok 16-16%-ot alkotnak, a maradék 21% pedig 125 különböző ország állampolgáraiból tevődik össze.
Az ország hivatalos nyelve a francia, de az angolt, az olaszt és a helyi monacói nyelvet (sokan csak a ligur nyelv dialektusának tartják, de az erős francia és okcitán hatás miatt számos eltérés van a kettő között, egyik sem tekintendő viszont az olasz nyelv dialektusának) szintén beszélik.

## Népesség
Monaco népessége 38 400 fő volt 2015-ben.

### Népességének változása
| Lakosok száma | 18 125 | 23 304 | 24 440 | 26 391 | 29 048 | 30 138 | 32 081 | 34 369 | 37 831 | 38 423 |
|               | 1950   | 1966   | 1973   | 1979   | 1986   | 1993   | 2000   | 2006   | 2013   | 2024   |

### Népcsoportok
A legnagyobb népcsoportok: francia 28,4%, monacói őslakos 21,6%, olasz 18,7%, brit 7,5%. További jelentősebb csoportok: belga 2,8%, német 2,5%, svájci 2,5%, amerikai 1,2%.

### Vallás

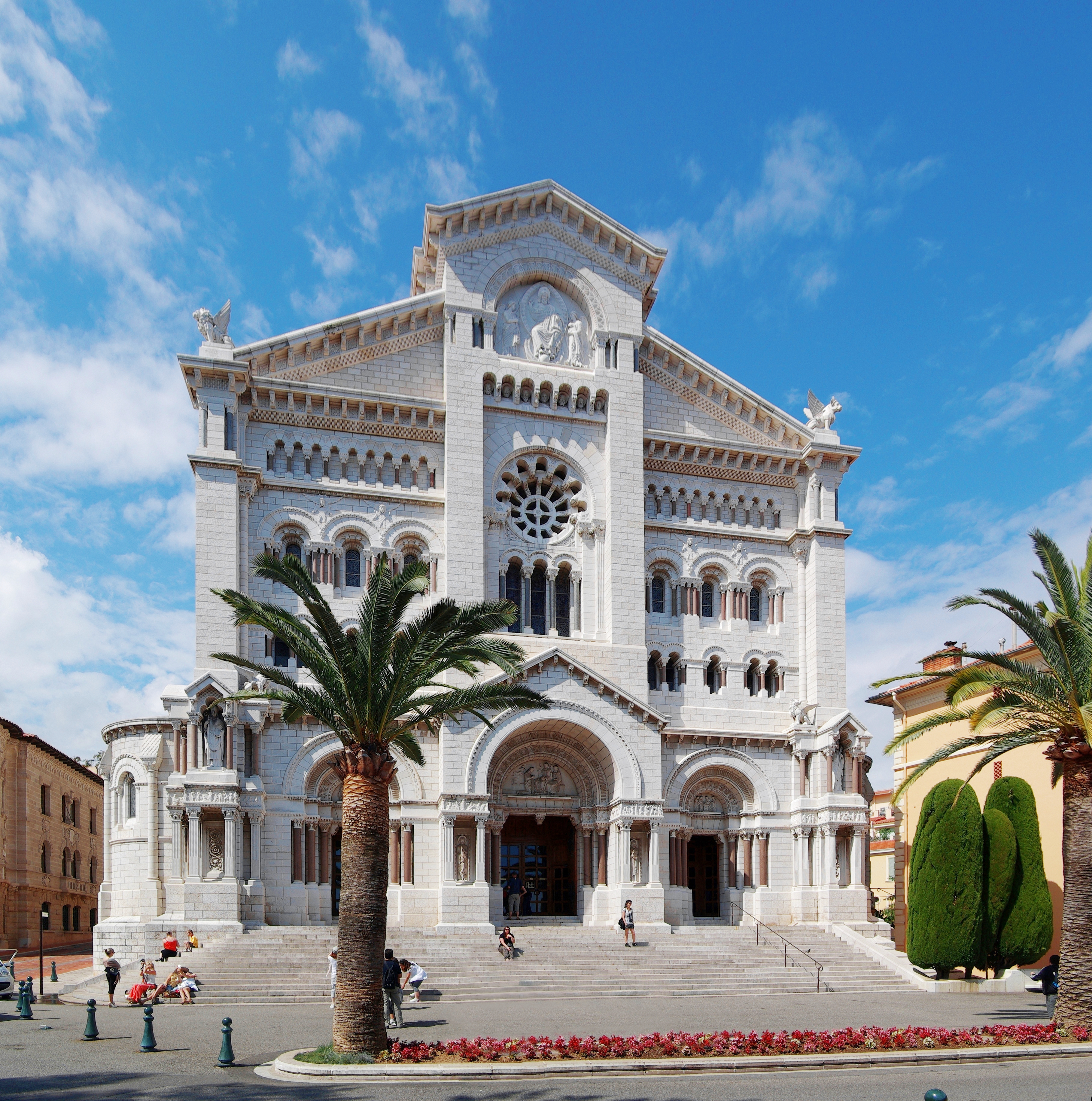
A monacói katedrális

A lakosság 82,6%-a keresztény, nem vallásos 13-14%, zsidó 2-3%, muszlim közel 1%.
- Római katolikus

A hivatalos vallás a katolikus vallás, de az alkotmány biztosítja a vallásszabadságot. A monacói keresztények 93%-a katolikus. Öt katolikus templom és egy katedrális van Monacóban. Monacónak saját érseke is van.
- Anglikán

Egy anglikán templom van az országban, a Szent Pál-templom. Hozzá tartozik egy angol nyelvű könyvtár is, amely több mint 3000 könyvet tartalmaz. 2007-es felmérések szerint 135 anglikán ember él Monacóban.
- Zsidó

A Monacói Zsidó Kulturális Egyesületet, az Association Culturelle Israelite de Monaco-t 1948-ban alapították meg. Monacóban üzemel zsinagóga, és héber iskola is. Különböző szervezetek, mint a WIZO és a B’nai B’rith is jelen vannak a miniállamban. A zsidó népesség fele askenázi, fele szefárd.

## Turizmus

### Látnivalók

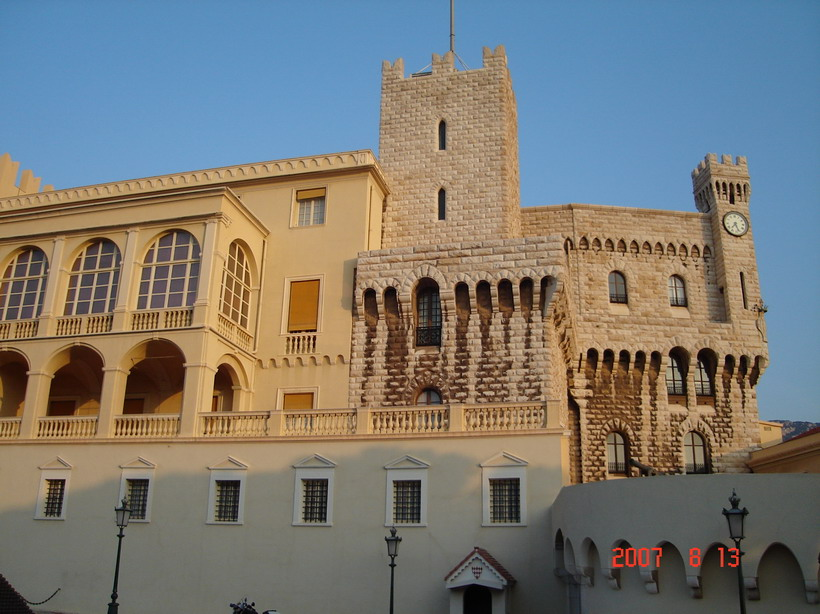
Hercegi palota

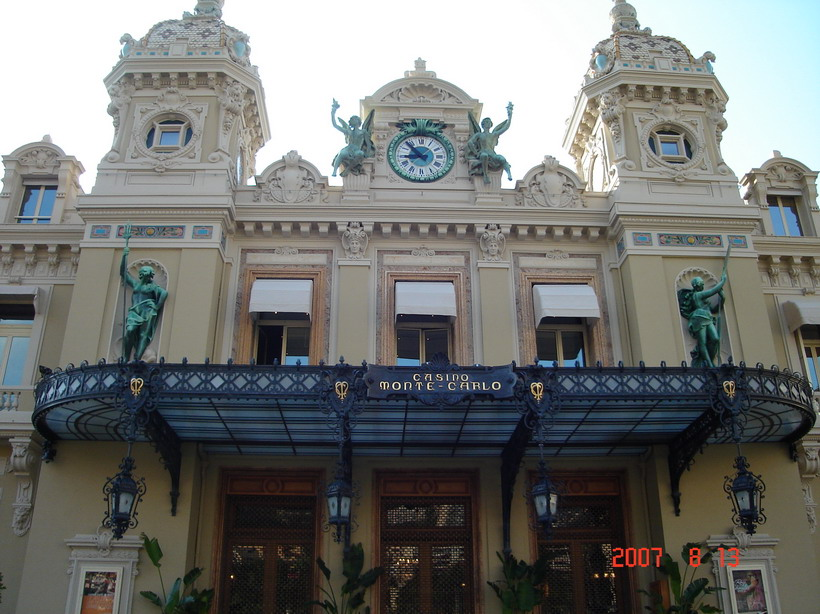
Casino de Monte Carlo

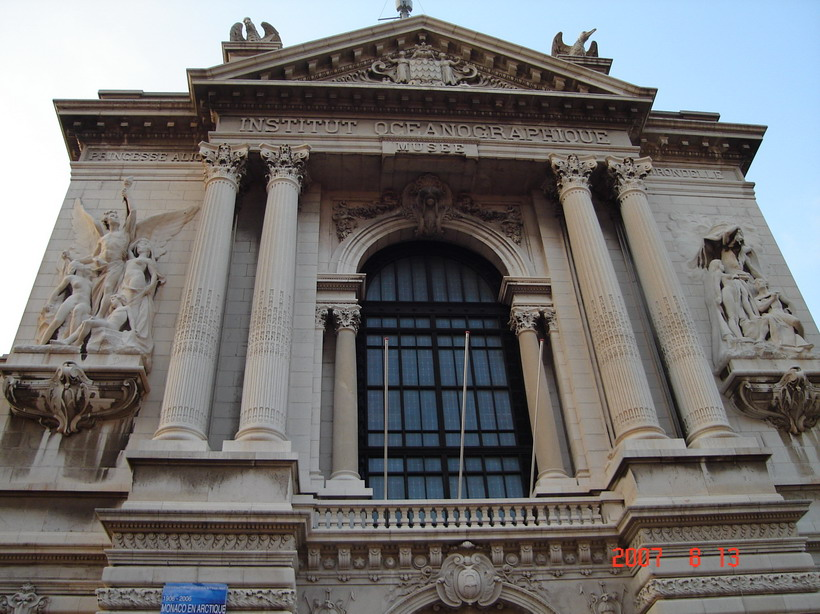
Az oceanográfia intézménye

#### Monacói szikla
Egyetlen nagy, a tengerbe 800 m-re benyúló sziklatömb: 300 m széles, 65 m magas. Látványosságai: 
- II. Lajos Stadion
- Hercegi Palota
- Oceanográfiai Múzeum
- Szeplőtelen Szűzanya székesegyház
- Viaszfigura Múzeum
- Mária Mennybemenetele Kápolna
- Monaco Történeti Múzeuma
- Nemzeti Múzeum
- Bélyegmúzeum
- Hajózási Múzeum
- A Monacói Herceg Autómúzeuma

#### La Condamine
A hercegség modern üzletnegyede Monaco és Monte-Carlo között. A Kutyafej-hegy, a jachtkikötő és a botanikus kert tartozik hozzá.
- Botanikus Kert / Jardin Exotique

#### Monte-Carlo
- Place du Casino / Kaszinó tér
- Monte-carlói Kaszinó
- Hotel du Paris
- Café du Paris

## Oktatási rendszer és kultúra

### Iskolarendszer
Monaco-ban a gyermekek hároméves kortól járnak óvodába. Az angol nyelvet hároméves kortól tanítják. Az iskolába járás 6-16 éves kor között kötelező. 
A hercegségben vannak állami iskolák és magániskolák. Az állami iskolák, valamint az állammal szerződésben álló magániskolák esetében a tanítási programok és a vizsgák megfelelnek a francia oktatási rendszernek. A tanítás francia nyelven folyik. A monacói nyelv a 10. évfolyamig kötelező, azután választható. 
Az állami oktatás ingyenes. A hercegségben hét állami fenntartású általános iskola található a 6-11 éves korúak részére. Az ezt követő középfokú oktatás részeként a 11-15 évesek, illetve a 15-18 évesek számára állami fenntartású iskola a Collège Charles III., valamint a főleg gazdasági ismeretek tanítására fókuszáló Albert 1er szakközépiskola és a Rainier III. nevet viselő szakközépiskola, amely általános üzleti és vendéglátási ismeretek képzéseire helyezi a hangsúlyt. 
A monacói állam által támogatott szerződéses magániskolákból egy általános iskola található, valamint a François d’Assise Nicolas Barré intézmény, amely általános-középfokú szintű oktatási intézmény.
A monacói állammal nem szerződéses viszonyban álló magánoktatást a monacói Nemzetközi Iskola (The International School of Monaco), ahol a tanítási programok teljesen függetlenek a másik két típushoz képest. Ezen intézmény kétnyelvű (francia és angol) oktatást kínál. A British School of Monaco általános iskolai szintű intézmény, továbbá középfokú szinten tánc és futball akadémia is van a hercegségben. 
Monaco felsőoktatási intézménye az 1986-ban alapított International University of Monaco (Université internationale de Monaco) magánegyetem.

### Kulturális intézmények
- Oceanográfiai Múzeum
- Nemzeti Múzeum
- Bélyegmúzeum
- Hajózási Múzeum
- Viaszfigura Múzeum
- Monaco Történeti Múzeuma
- A Monacói Herceg Autómúzeuma
- Fort Antoine Színház

### Művészetek
- Építészet
- Képzőművészetek
- Irodalom
- Filmművészet
- Zene
  - Monaco az Eurovíziós Dalfesztiválokon

Monaco eddig egyszer nyerte meg az Eurovíziós Dalfesztivált, 1971-ben. 2007 óta nem vesz részt a versenyen, előtte 1980 és 2003 között maradtak távol.

### Gasztronómia
A monacói konyha a provanszál gasztronómia alapján jött létre, további fejlődését pedig észak-olasz és dél-francia kulináris hatások befolyásolták. Szerepet játszanak a monacói konyhán a friss alapanyagok, a tenger gyümölcsei, a zöldségek és az olívaolaj.
Az étkezési szokások és az ételek típusai jelentős változáson mentek keresztül a 19. században, amikor Monte Carlóban felfutott a kaszinóturizmus. Ekkortól különféle luxuséttermek létesültek, amelyek számtalan idegen gasztronómia szokásait terjesztették el. Az utóbbi időben újból feléledt az érdeklődés az autentikus monacói konyha iránt.
Népszerű monacói fogások:
- a szardellás tészta
- a zöldségekkel (tökkel, cukkinivel, rizzsel) esetleg tojással töltött fritter
- a tenger gyümölcseivel gazdagított monacói halászlé
- a brandaminciun nevű sózott tőkehal
- a florentines nevű csokoládés sütemény
- a focaccia édes laposkenyér
- a pasqualina nevű húsvéti pite
- a kagylóleves; a citromospite
- az u pan de natale nevű karácsonyi cipó.

## Sport

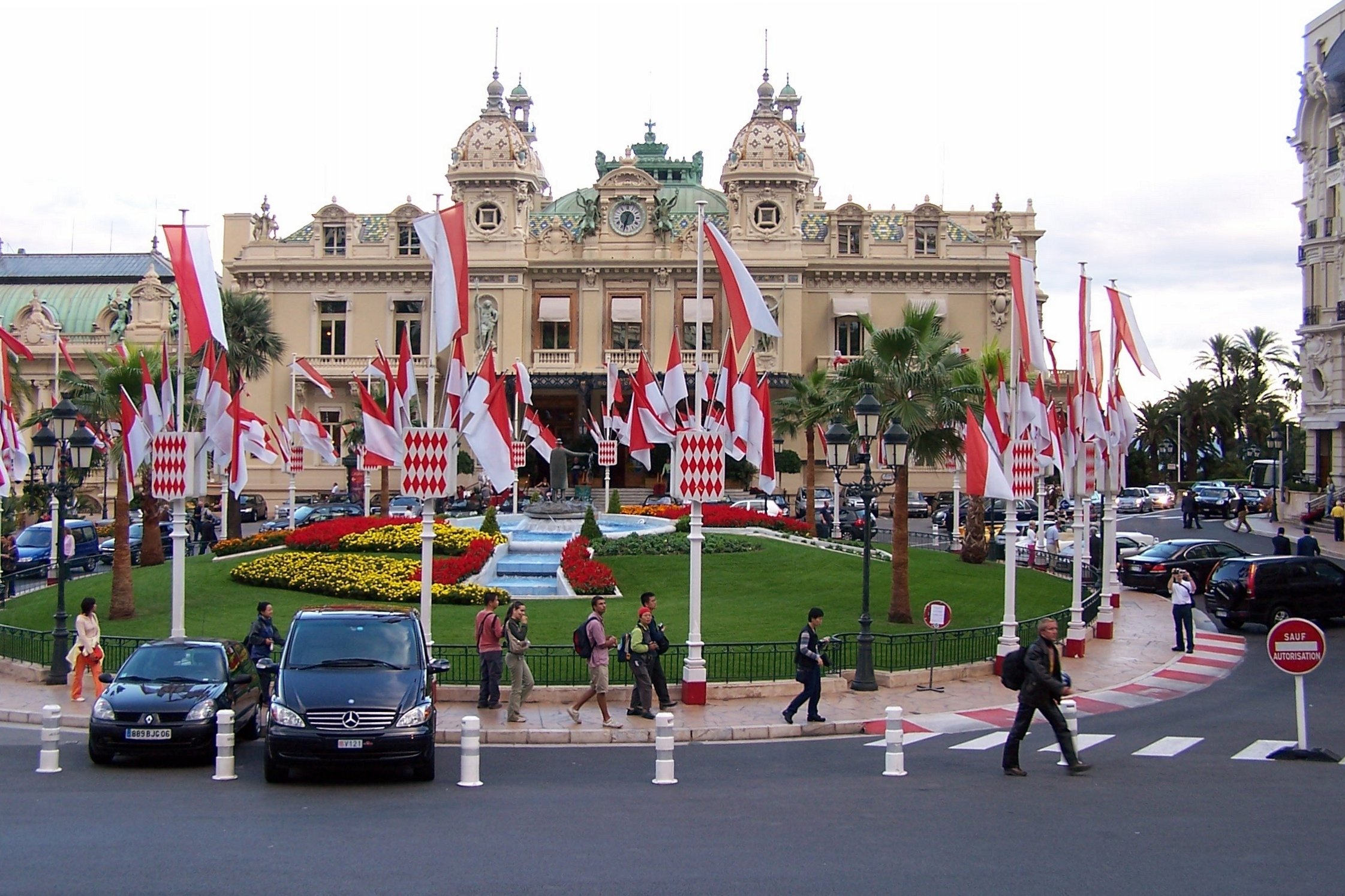
A Formula–1-es pálya a híres kaszinó előtt is elhalad

1929 óta rendezik meg a Formula–1 monacói nagydíjat, 1950 óta a Formula–1 évente megfordul a hercegségben. A nagydíjat Monaco városi pályáján a Circuit de Monacón rendezik, mely a Formula–1 leglassabb pályája. A városi pálya a tenger mentén helyezkedik el, és egy hosszú alagút is található benne. A legtöbbször Monacóban Ayrton Senna és a McLaren nyert. 2018-tól egy monacói versenyző is van a Formula–1-ben, mégpedig Charles Leclerc, a Scuderia Ferrari pilótája. A rali-világbajnokság is hagyományosan a Monte-Carlo-ralival indul januárban, legtöbbször Sébastien Loeb győzött, hatszor. Nyolc bajnoki címével a francia élvonalban, a Ligue 1-ben szerepel a város labdarúgócsapata, az AS Monaco FC. Stadionja a Fontvieille városrészben fekvő II. Lajos Stadion. 1998 és 2012 között Monacóban játszották az UEFA-szuperkupa döntőjét, minden évben augusztus utolsó péntekjén. (azóta minden évben változik a helyszín) Tavasszal rendezik meg a Monte Carlo Masterst, amely az ATP férfi tenisztorna-sorozat tagja. 1995 óta kerül megrendezésre minden novemberben a Marathon de Monaco et des Riviera. Az EPT Monte Carlo, amit 2005 óta a Monte Carlo Bay Hotelben rendeznek, Európa egyik neves pókerbajnoksága.

## Ünnepnapok
- Január 1. Újév
- Január 27. Szent Devota vértanú napja
- Húsvét
- Május 1. A munka ünnepe
- Pünkösd
- Úrnapja
- Augusztus 15. Nagyboldogasszony napja
- November 19. Nemzeti ünnep
- November 1. Mindenszentek
- December 8. Szeplőtelen fogantatás
- December 25. Karácsony

## Fesztiválok
- Monte-carlói Nemzetközi Cirkuszfesztivál
- Monte-carlói Televíziós Fesztivál (Festival de télévision de Monte-Carlo)